# 8 février en sport
8 janvier 8 mars
Chronologies thématiques
- Croisades
- Ferroviaires
- Disney

Le 8 février (39e jour de l'année) en sport.

## Événements

### XIXesiècle
- 1896 :
  - (Patinage de vitesse) : 1re édition des Championnats du Monde de patinage de vitesse à Saint-Pétersbourg et victoire du Néerlandais Jaap Eden.

### XXesièclede1901à1950
- 1914 :
  - (Football) : à Luxembourg, l'équipe du Luxembourg s'impose 5-4 face à l'équipe de France.
- 1936 :
  - (Football américain) : première draft de la NFL. En premier choix, les Eagles de Philadelphie sélectionne le vainqueur du Trophée Heisman, Jay Berwanger.
- 1948 :
  - (Jeux olympiques) : à Saint-Moritz, clôture des Jeux olympiques d'hiver de 1948.

### XXesièclede1951à2000
- 1978 :
  - (Football) : à Naples, l'équipe d'Italie et l'équipe de France font match nul 2-2. Michel Platini est étincelant au cours de ce match.
- 1984 :
  - (Jeux olympiques) : à Sarajevo, ouverture des Jeux olympiques d'hiver de 1984.
- 1992 :
  - (Jeux olympiques) : à Albertville, ouverture des Jeux olympiques d'hiver de 1992.
- 1997 :
  - (Athlétisme) : Emma George porte le record du monde du saut à la perche féminin à 4,50 mètres.
- 1998 :
  - (Jeux olympiques) : premier match de hockey sur glace féminin aux Jeux olympiques. La Finlande bat la Suède 6-0.

### XXIesiècle
- 2002 :
  - (Jeux olympiques) : à Salt Lake City, ouverture des Jeux olympiques d'hiver de 2002.
- 2004 :
  - Le 54e Match des étoiles a eu lieu dans la patinoire du Wild du Minnesota, le Xcel Energy Center.
- 2014 :
  - (Futsal) : l'Italie remporte le Championnat d'Europe en battant en finale la Russie sur le score de 3-1. L'équipe d'Espagne prend la troisième place après sa victoire sur le Portugal (8-4).
  - (Jeux olympiques) : à Sotchi, deuxième jour de compétition. 
  - (Rugby à XV) : dans le Tournoi des Six Nations, l'équipe du pays de Galles s'incline à Dublin, face à l'équipe d'Irlande 26-3 et L'Écosse est laminé à Édimbourg par l'Équipe d'Angleterre 0-20.
- 2015 :
  - (Cyclisme / Record) : à Granges en Suisse, l'Australien Rohan Dennis établit un nouveau record de l'heure en parcourant 52,491 kilomètres.
  - (Football) : la Côte d'Ivoire remporte la Coupe d'Afrique des nations aux dépens du Ghana à Bata en Guinée équatoriale. Les Éléphants s'imposent à l'issue d'une séance de tirs au but dantesque (0-0, 9 t.a.b à 8).
  - (Rugby à XV) : dans le Tournoi des Six Nations féminin, à Swansea, victoire de l'équipe du pays de Galles sur l'équipe d'Angleterre 13-0
- 2021 :
  - (Tennis /tournoi de Grand Chelem) : début de l'Open d'Australie qui se déroule jusqu'au 21 février à Melbourne.
- 2022 :
  - (Jeux olympiques d'hiver /JO d'hiver de 2022) : en Chine, à Pékin, 7e jour de compétition des Jeux olympiques d'hiver de 2022.
- 2023 :
  - (Biathlon /Championnats du monde) : début de la 47e édition des championnats du monde de biathlon qui se déroulent jusqu'au 19 février 2023 à Oberhof en Allemagne.
  - (Cyclisme sur piste /Championnats d'Europe) : début de la 14e édition des championnats d'Europe de cyclisme sur piste qui se déroulent jusqu'au 12 février 2023 à Granges, en Suisse.

## Naissances

### XIXesiècle
- 1884 :
  - Reginald Baker, boxeur puis acteur australien. Médaillé d'argent des -71,7kg aux Jeux de Londres 1908. († 2 décembre 1953).
  - John Moore-Brabazon, pilote de courses automobile, pionnier de l'aviation, skeletoneur et homme politique anglais. († 17 mai 1964).
- 1887 :
  - René Camard, footballeur français. (1 sélection en équipe de France). († 16 mars 1915).
- 1892 :
  - Elizabeth Ryan, joueuse de tennis américaine. († 8 juillet 1979).

### XXesièclede1901à1950
- 1901 :
  - Janina Kurkowska-Spychajowa, archer polonaise. Championne du monde de tir à l'arc en individuelle et par équipes 1933, 1934, 1939, championne du monde de tir à l'arc en individuelle 1936 et 1947 puis championne du monde de tir à l'arc par équipes 1938. († 16 juin 1979).
- 1916 :
  - Hans-Hugo Hartmann, pilote de courses automobile allemand. († ? février 1991).
- 1930 :
  - Jim Dooley, joueur puis entraîneur de foot U.S. américain. († 8 janvier 2008).
- 1932 :
  - Cliff Allison, pilote de F1 britannique. († 7 avril 2005).
  - Horst Eckel, footballeur puis entraîneur allemand. Champion du monde de football 1954. (32 sélections en équipe d'Allemagne). († 3 décembre 2021).
- 1939 :
  - Egon Zimmermann, skieur autrichien. Champion olympique de la descente aux Jeux d'Innsbruck 1964. Champion du monde de ski alpin en géant 1962. († 23 août 2019).
- 1945 :
  - Guy Auffray, judoka français. Médaillé de bronze des -80 kg aux Mondiaux de judo 1971. Médaillé de bronze par équipes aux CE de judo 1970, champion d'Europe de judo des -80 kg et médaillé de bronze par équipes 1971, médaillé d'argent par équipes en 1972 puis des -80 kg et par équipes à ceux de 1973. († 10 janvier 2021).

### XXesièclede1951à2000
- 1952 :
  - Francisco das Chagas Marinho, footballeur brésilien. (28 sélections en équipe du Brésil). († 1er juin 2014).
  - Mustapha Dahleb, footballeur algérien. (25 sélections en équipe d'Algérie).
- 1956 :
  - Marques Johnson, basketteur américain.
- 1957 :
  - Jean-Marc Bellocq, athlète de courses d’ultra fond français. Vainqueur des 100 km de Millau 1990.
  - Fred Williams, joueur et entraîneur de basket-ball américain.
- 1959 :
  - Ricardo Gallego, footballeur espagnol (42 sélections en équipe d'Espagne).
- 1960 :
  - Dino Ciccarelli, hockeyeur sur glace puis dirigeant sportif canadien. Copropriétaires du club Sting de Sarnia depuis 1994.
- 1963 :
  - Bruno Cornillet, cycliste sur route français.
- 1965 :
  - Miguel Pardeza, footballeur espagnol. Vainqueur de la Coupe d'Europe des vainqueurs de coupe 1995. (5 sélections en équipe d'Espagne).
- 1966 :
  - Bruno Labbadia, footballeur puis entraîneur allemand. (2 sélections en équipe d'Allemagne).
  - Kirk Muller, hockeyeur sur glace puis entraîneur canadien.
  - Hristo Stoitchkov, footballeur puis entraîneur bulgare. Vainqueur de la Coupe des clubs champions 1992 et de la Coupe d'Europe des vainqueurs de coupe 1997. (83 sélections en équipe de Bulgarie). Sélectionneur de l'équipe de Bulgarie de 2004 à 2007.
- 1967 :
  - Michael Ansley, basketteur américain.
  - Laurent Madouas, cycliste sur route français.
- 1968 :
  - Marc Lepesqueux, navigateur français.
- 1970 :
  - John Filan, footballeur australien. (2 sélections en équipe d'Australie).
  - Alonzo Mourning, basketteur américain. Champion olympique aux Jeux de Sydney 2000. Champion du monde de basket-ball 1994. (22 sélections en équipe des États-Unis).
- 1971 :
  - Dmitri Nelyubin, Cycliste sur piste soviétique puis russe. Champion olympique de poursuite par équipes aux Jeux de Séoul 1988. Champion du monde de cyclisme sur piste de la poursuite par équipes 1990. († 1er janvier 2005).
  - Andrus Veerpalu, skieur de fond estonien. Champion olympique du 15 km et médaillé d'argent du 50 km aux Jeux de Salt Lake City 2002 puis champion olympique du 15 km aux Jeux de Turin 2006. Champion du monde de ski nordique en ski de fond du 30 km 2001 et champion du monde de ski nordique en ski de fond du 15 km 2009.
- 1974 :
  - Guennadi Mikhailov, cycliste sur route russe.
- 1975 :
  - Sébastien Philippe, pilote de courses automobile français.
- 1977 :
  - Mathieu Turcotte, patineur de vitesse canadien. Champion olympique du relais 5 000 m et médaillé de bronze du 1 000 m aux Jeux de Salt Lake City 2002 puis médaillé d'argent du relais 5 000 m aux Jeux de Turin 2006.
- 1979 :
  - Lionel Cappone, footballeur français.
- 1980 :
  - Yang Wei, gymnaste chinois. Champion olympique du concours général par équipes et médaillé d'argent du concours général individuel aux Jeux de Sydney 2000 puis champion olympique du concours individuel et par équipes ainsi que médaillé d'argent des anneaux aux Jeux de Pékin 2008. Champion du monde de gymnastique artistique du concours général par équipes 1999 et 2003, champion du monde de gymnastique artistique du concours individuel et par équipes ainsi que des barres parallèles 2006 puis champion du monde de gymnastique artistique du concours individuel et par équipes 2007.
- 1982 :
  - Élodie Le Labourier, cavalière d'endurance française. Médaillée de bronze aux Jeux équestres mondiaux 2006.
  - Rory Sutherland, cycliste sur route australien.
  - Zersenay Tadesse, athlète de fond érythréen. Médaillé de bronze du 10 000 m aux Jeux d'Athènes 2004. Champion du monde de cross-country en individuel 2007.
- 1983 :
  - Pierre Roger, nageur français. Médaillé d'argent du 4 × 100 m 4 nages et médaillé de bronze du 100 m dos aux Championnats d'Europe de natation 2002.
  - Tony Skinn, basketteur nigérian.
- 1984 :
  - Manuel Osborne-Paradis, skieur canadien.
- 1985 :
  - Petra Cetkovská, joueur de tennis tchèque.
  - Thomas Gardner, basketteur américain.
  - Florian Hardy, hockeyeur sur glace français.
- 1987 :
  - Carolina Kostner, patineuse artistique individuelle italienne. Médaillée de bronze aux Jeux de Sotchi 2014. Championne du monde de patinage artistique individuelle 2012. Championne d'Europe de patinage artistique individuelle 2007, 2008, 2010, 2012 et 2013.
- 1989 :
  - Bronte Barratt, nageuse australienne. Championne olympique du 4 × 200 m nage libre aux Jeux de Pékin 2008 puis médaillée d'argent du relais 4 × 200 m nage libre et médaillée de bronze du 200 m nage libre aux Jeux de Londres.
  - Akseli Pelvas, footballeur finlandais.
  - Brendan Smith, hockeyeur sur glace canadien.
  - Courtney Vandersloot, basketteuse américano-hongroise.
- 1990 :
  - Yacine Brahimi, footballeur franco-algérien. (26 sélections avec l'équipe d'Algérie).
  - Johnny Hekker, joueur de foot U.S. américain.
  - Emily Scarratt, joueuse de rugby à XV anglaise. Championne du monde de rugby à XV féminin 2014. Victorieuse du Tournoi des Six Nations féminin 2009, des Grand Chelem 2010, 2011, 2012, 2017, 2019 et 2020. (108 sélections en équipe d'Angleterre).
  - Klay Thompson, basketteur américain. Champion du monde de basket-ball 2014.
- 1991 :
  - Will Cherry, basketteur américain.
  - Genzebe Dibaba, athlète de demi-fond éthiopienne. Championne du monde d'athlétisme du 1 500 m et médaillée de bronze du 5 000 m 2015.
  - Wahbi Khazri, footballeur franco-tunisien. (38 sélections avec l'équipe de Tunisie).
- 1992 :
  - Márton Fucsovics, joueur de tennis hongrois.
  - Joe Jackson, basketteur américain.
  - Bruno Martins Indi, footballeur néerlandais. (36 sélections en équipe des Pays-Bas).
  - Lindsay Rose, footballeur franco-mauricien. (7 sélections avec l'équipe de Maurice).
- 1993 :
  - Shelby Houlihan, athlète de demi-fond et de fond américaine.
  - Chen Lijun, haltérophile chinois. Champion du monde d'haltérophilie des -62 kg 2013, 2015 et des -67 kg 2018.
- 1994 :
  - Abdoul Ba, footballeur franco-mauritanien. (52 sélections avec l'équipe de Mauritanie).
  - Hakan Çalhanoğlu, footballeur germano-turc. (81 sélections avec l'équipe de Turquie).
  - Fabian Wiede, handballeur allemand. Médaillé de bronze aux Jeux de Rio 2016. Champion d'Europe masculin de handball 2016. Vainqueur des Coupes de l'EHF 2015 et 2018. (91 sélections en équipe d'Allemagne).
- 1995 :
  - Kasper Asgreen, cycliste sur route danois.
  - Joshua Kimmich, footballeur allemand. Vainqueur de la Ligue des champions 2020. (82 sélections en équipe d'Allemagne).
- 1996 :
  - Beka Gorgadze, joueur de rugby à XV géorgien. (41 sélections en équipe de Géorgie).
  - Markéta Jeřábková, handballeuse tchèque. Victorieuse de la Ligue des champions 2022. (129 sélections en équipe de Tchéquie).
  - Lys Mousset, footballeur français.
- 1998 :
  - Kelvin Amian, footballeur français.
  - Rhys Carré, joueur de rugby à XV gallois. (19 sélections en équipe du pays de Galles).
  - Valentin Ferron, cycliste sur route français.
- 1999 :
  - Konstantínos Baloyánnis, footballeur grec.
  - Ivan Février, basketteur français.
  - Mathias Gidsel, handballeur suédois. Médaillé d'argent aux Jeux de Tokyo 2020. Champion du monde masculin de handball 2021 et 2023. (60 sélections en équipe du Danemark).
- 2000 :
  - Chris Durkin, footballeur américain.
  - Igoh Ogbu, footballeur nigérian.

### XXIesiècle
- 2003 :
  - Mika Biereth, footballeur danois.
  - Filippo Terracciano, footballeur italien.
- 2004 :
  - Eggert Aron Guðmundsson, footballeur islandais.
  - Geórgios Koútsias, footballeur grec.

## Décès

### XXesièclede1901à1950
- 1945 :
  - Italo Santelli, 88 ans, maître d'armes italien. Médaillé d'argent aux sabre maître d'armes aux Jeux de Paris. (° 15 août 1866).

### XXesièclede1951à2000
- 1956 :
  - Connie Mack, 93 ans, joueur de baseball puis dirigeant américain. (° 22 décembre 1862).
- 1969 :
  - Kurt Kuhnke, 58 ans, pilote de courses automobile allemand. (° 30 avril 1910).
- 1975 :
  - Ivan Dreyfus, 90 ans, footballeur suisse. (6 sélections en équipe de Suisse). (° 24 juin 1884).
- 1988 :
  - Pietro Arcari, 78 ans, footballeur italien. Champion du monde de football 1934. (° 2 décembre 1909).
- 2000 :
  - Sid Abel, 81 ans, hockeyeur sur glace puis entraîneur canadien. (° 22 février 1918).
  - Derrick Thomas, 33 ans, joueur de foot U.S. américain. (° 1er janvier 1967).

### XXIesiècle
- 2005 :
  - Gaston Rahier, 58 ans, pilote moto belge. Champion du monde de motocross 1975, 1976 et 1977. Vainqueur du Paris-Dakar 1984 et 1985. (° 1er février 1947).
- 2006 :
  - Larry Black, 54 ans, athlète de sprint américain. Champion olympique du relais 4 × 100 m et médaillé d'argent du 200 m aux Jeux de Munich 1972. (° 20 juillet 1951).
  - Ron Greenwood, 84 ans, footballeur puis entraîneur anglais. Vainqueur de la Coupe d'Europe des vainqueurs de coupe 1965. Sélectionneur de l'équipe d'Angleterre de 1977 à 1982. (° 11 novembre 1921).
- 2008 :
  - Stephen Kipkorir, 33 ans, athlète de demi-fond kényan. Médaillé de bronze du 1 500m aux Jeux de Barcelone 1992. (° 24 octobre 1970).
- 2009 :
  - Marian Cozma, 26 ans, handballeur roumain. Vainqueur de la Coupe d'Europe des vainqueurs de coupe de handball 2008. (60 sélections en équipe de Roumanie). (° 8 septembre 1982).
- 2011 :
  - Cesare Rubini, 87 ans, basketteur puis entraîneur et entraîneur-joueur de water-polo italien. (39 sélections en équipe d'Italie de basket). Sélectionneur de l'équipe d'Italie de basket, médaillée d'argent aux Jeux de Moscou 1980 puis championne d'Europe de basket-ball 1983. Vainqueur de l'Euroligue 1966 et des Coupe Saporta 1971 et 1972. Champion olympique de water-polo aux Jeux de Londres 1948 puis médaillé de bronze aux Jeux d’Helsinki 1952. Champion d'Europe de water-polo 1947. (84 sélections en équipe d'Italie de water-polo). (° 2 novembre 1923).
- 2013 :
  - Jan Ellis, 71 ans, joueur de rugby à XV sud-africain. (38 sélections en équipe d'Afrique du Sud). (° 5 janvier 1942).
  - William Smith, 88 ans, nageur américain. Champion olympique du 400 m nage libre et du relais 4 × 200 m nage libre aux Jeux de Londres 1948. (° 16 mai 1924).
  - Alfred Sosgórnik, 79 ans, athlète de lancers de poids polonais. (° 16 août 1933).